# Escut de Carme
L'escut oficial de Carme té el següent blasonament:
Escut caironat: d'argent, una gaia curvilínia i alçada de sinople a la punta, i 4 estrelles de l'un a l'altre posades 1,2,1. Per timbre una corona mural de poble.

## Història
Va ser aprovat el 19 d'abril del 2001 i publicat al DOGC el 9 de maig del mateix any amb el número 3384.
L'escut és parlant, i prové de les armes de l'orde carmelità, o del Carme. De fet, el poble no té res a veure amb aquest orde, tan sols nominalment, ja que el topònim sembla derivar de l'àrab QASMA, "mas, granja".